# جيرولامو دوريا
جيرولامو دوريا (بالإسبانية: Girolamo Doria)‏ هو قسيس إسباني، ولد في 1495 في جنوة في إيطاليا، وتوفي بنفس المكان في 1558.